# 22 مايو (صحيفة)
صحيفة 22 مايو اليمنية هي صحيفة أسبوعية، تأسست في 22 مايو عام 1991 في مدينة عدن، وترجع تسميتها إلى يوم وتاريخ إعلان قيام الوحدة اليمنية 22 مايو 1990.
أسست باسم المؤتمر الشعبي العام ورأس تحريرها الأستاذ عبد الوهاب محمد الروحاني، الذي أسس بعد قيام الوحدة مع الأستاذ محمد الزرقة صحيفة الوحدة التي صدرت عن مؤسسة الثورة للصحافة والنشر، اتسمت صحيفة 22 مايو في ظل رئاسة الروحاني بالجرأة والقوة وكشف الحقائق، حيث كان الساسة والمسؤولون يخشون الكثير مما تنشره من ملفات الفساد المالي والإداري الذي كان يعتمل في مؤسسات الجمهورية اليمنية بعد قيام دولة الوحدة اليمنية عام 1990، والذي كان يمارس باسم التقاسم الذي كان قائما بين المؤتمر الشعبي العام والحزب الاشتراكي اليمني - الشريكان الرئيسيان في تحقيق الوحدة اليمنية.
عرفت صحيفة 22 مايو بتشددها للوسطية والاعتدال التي كان يمثله منهج الميثاق الوطني والوثيقة الفكرية المعبرة عن المؤتمر الشعبي العام. اكتسبت الصحيفة شعبية كبيرة وواسعة في محافظات الجمهورية وبالذات في المحافظات الجنوبية، ذلك لأنها اهتمت بكشف الكثير من ممارسات وملقات الحزب الاشتراكي اليمني الذي حكم الجنوب أكثر من 25 عاما منذ ما بعد الاستقلال عن الاحتلال البريطاني عام 1967 وحتى 1990م.
ويرأس تحريرها الآن الأستاذ الدكتور سالم باجميل.

## روابط خارجية
صفحة الجريدة على موقع فيس بوك